# Седневская улица
Седневская улица (до 2024 года — улица Нины Сагайдак) (укр. Седнівська вулиця) — улица в Деснянском районе города Чернигова. Пролегает от улицы Шевченко до 2-го Глуховского переулка (Радищева), исторически сложившаяся местность (район) Бобровица.
Примыкают улица Приветная (Яцевская) и Седневский переулок (Нины Сагайдак).
По названию улицы именуется остановка общественного транспорта, расположенная на улице Шевченко.

## История
Полевая улица проложена после Великой Отечественной войны.
Переименована, когда село Бобровица вошло в состав города Чернигова, поскольку в Чернигове уже была улица с данным названием в другом бывшем селе Коты. В 1974 году Полевая улица переименована на улица Нины Сагайдак — в честь совершившей героический подвиг участницы подпольной комсомольской группы времён Великой Отечественной войны Нины Алексеевны Сагайдак.
С целью проведения политики очищения городского пространства от топонимов, которые возвеличивают, увековечивают, пропагандируют или символизируют Российскую Федерацию и Республику Беларусь, 10 июля 2024 года улица получила современное название — в честь пгт Седнев, согласно Решению Черниговского городского совета № 41/VIII-7 «Про переименование улиц в городе Чернигове» («Про перейменування вулиць у місті Чернігові»). Кроме того был переименован переулок Нины Сагайдак на Седневский переулок.
До 1 августа 2022 года другая улица на Бобровицком жилмассиве называлась Седневская, которая стала частью нового проспекта Левка Лукьяненко.

## Застройка
Улица пролегает в северо-восточном направлении параллельно улицам Приветная и Радищева. Парная и непарная стороны улицы заняты усадебной застройкой.
Учреждения: нет